# Damme (Belgien)
Damme ist eine Stadt in Westflandern, Belgien mit 11.207 Einwohnern (Stand 1. Januar 2024). Sie zieht mit dem gemütlichen Ortskern viele Touristen beim Besuch von Brügge oder der belgischen Nordseeküste als Ausflugsziel an.

## Struktur
Teilgemeinden von Damme sind: Damme selbst, Hoeke, Lapscheure, Moerkerke, Oostkerke und Sijsele (Sijsele und zugehörige Gemarkung Rostune (Rostuyne) gehören zu den ältesten Lehen der Grafschaft Flandern).

## Geschichte
Ab der Mitte des 11. Jahrhunderts versandete das Wattenmeer vor Brügge zunehmend und der Ort verlor somit den direkten Zugang zum Meer. Nach einer Überschwemmung Anfang des 12. Jahrhunderts wurde eine Deichanlage gebaut. Hinter dem Dwarsdam entstand der Ort, der 1169 mit Stadtrechten versehen wurde. Im Mittelalter war Damme zeitweise der Vorhafen von Brügge. Am 3. Juli 1468 heirateten in Damme der Herzog von Burgund, Karl der Kühne, und Margareta von York. Wie Brügge verlor Damme durch die Versandung der Meeresbucht Zwin gegen Ende des Mittelalters an Bedeutung. Der Schriftsteller Charles de Coster ließ im 19. Jahrhundert La Légende de Thyl Ulenspiegel (siehe auch Till Eulenspiegel) in Damme spielen, was die Grundlage dafür war, dass sich Damme heute als „Bücherdorf“ präsentiert. Neben Restaurants und Hotels gibt es zahlreiche Buchläden und einen regelmäßigen Büchermarkt.

## Städtepartnerschaften
- Damme (Deutschland), seit 1986

## Sehenswürdigkeiten
- Den Mittelpunkt des Ortes bildet das gotische Rathaus aus dem Jahr 1468. Vorher war es Lager- und Markthalle.
- Auf dem Vorplatz steht ein Denkmal für den Dichter Jacob van Maerlant.
- Aus dem Jahr 1225 stammt die große, im Stil der Scheldegotik erbaute Onze-Lieve-Vrouwekerk.[2]
- Mit seinen acht Antiquariaten lockt Damme bibliophile Besucher an.
- Sint-Quintinuskerk im Ortsteil Oostkerke mit einem monumentalen Westturm

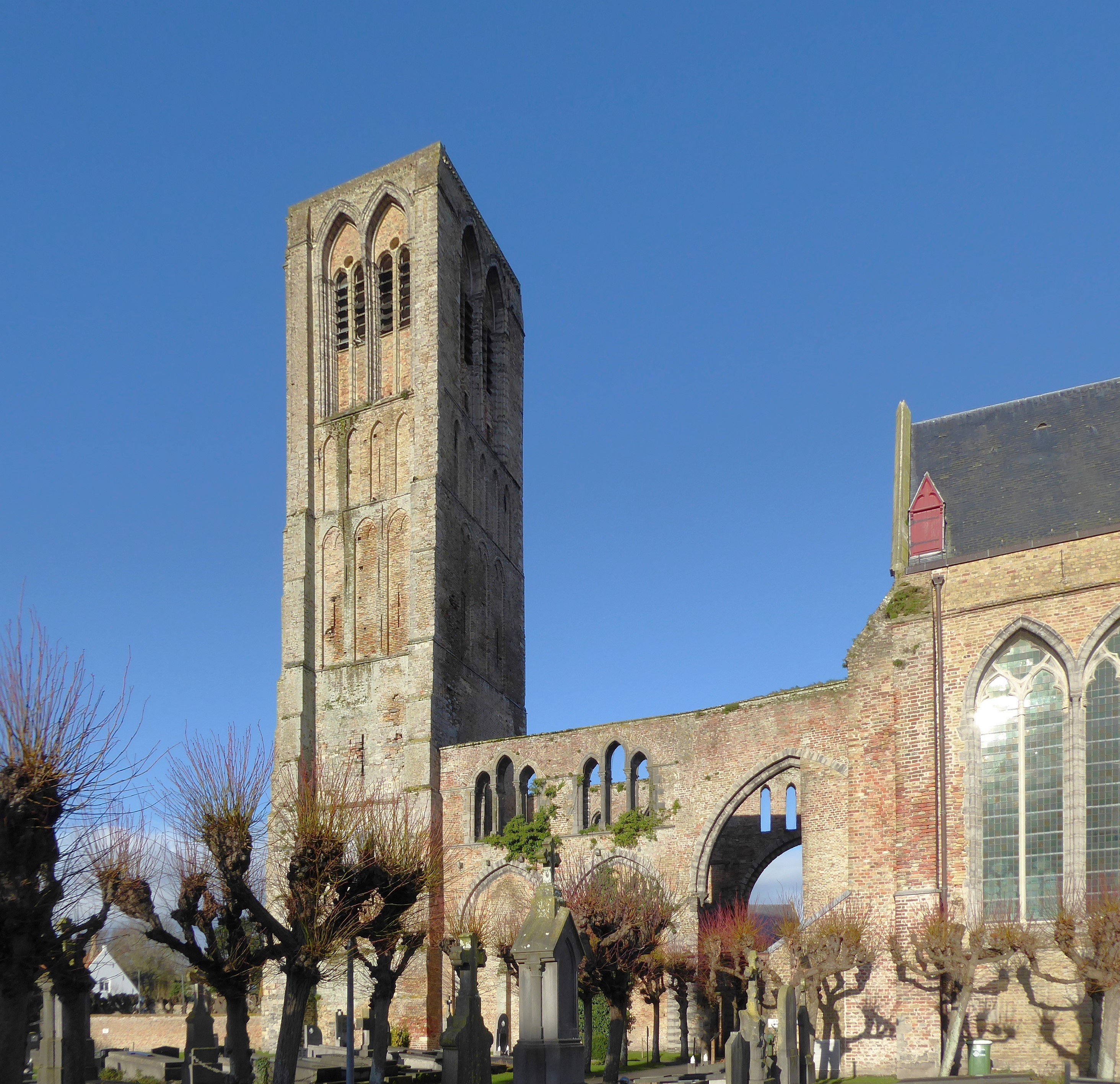
Kirche Onze-Lieve-Vrouwkerk
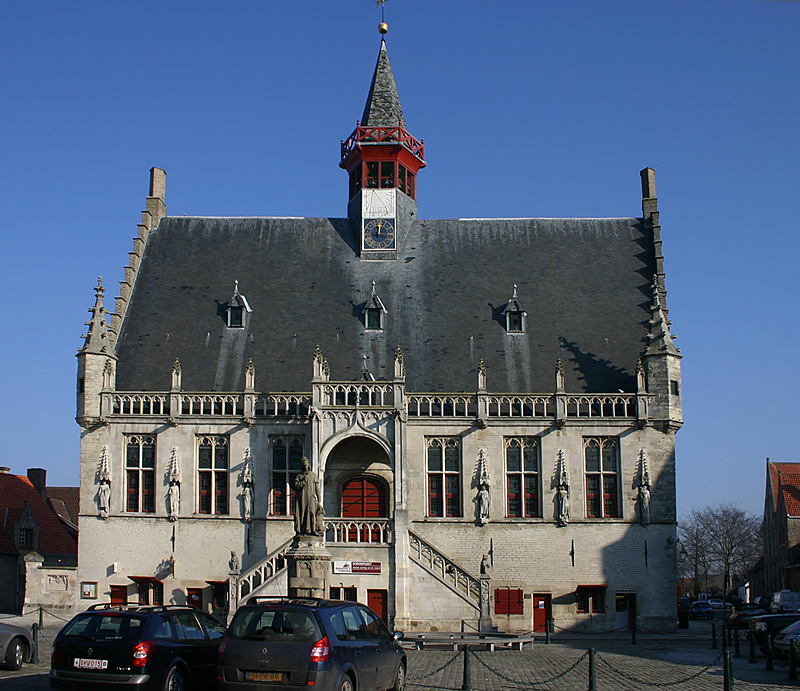
Gotisches Rathaus
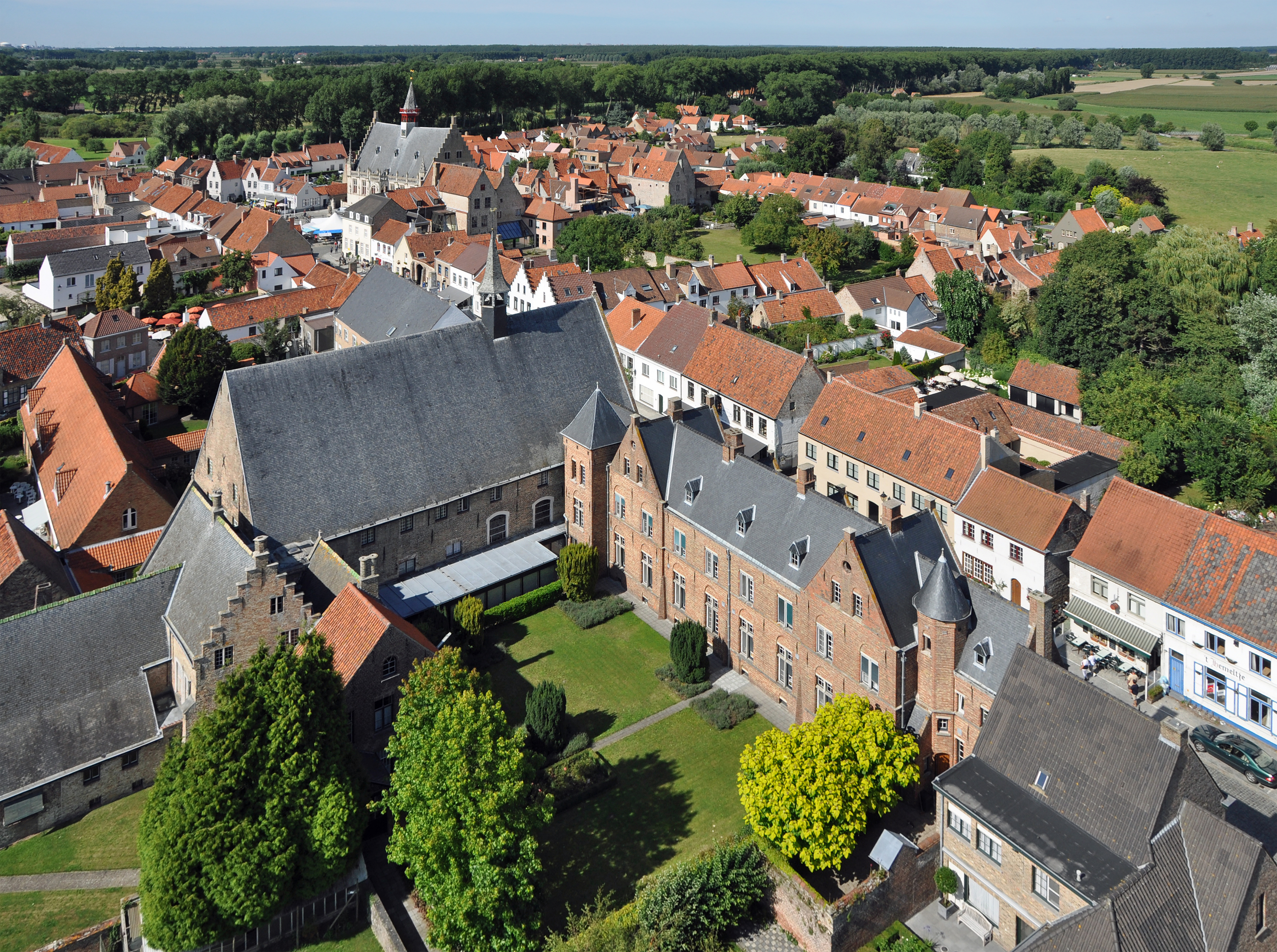
Damme: Panorama der Stadt
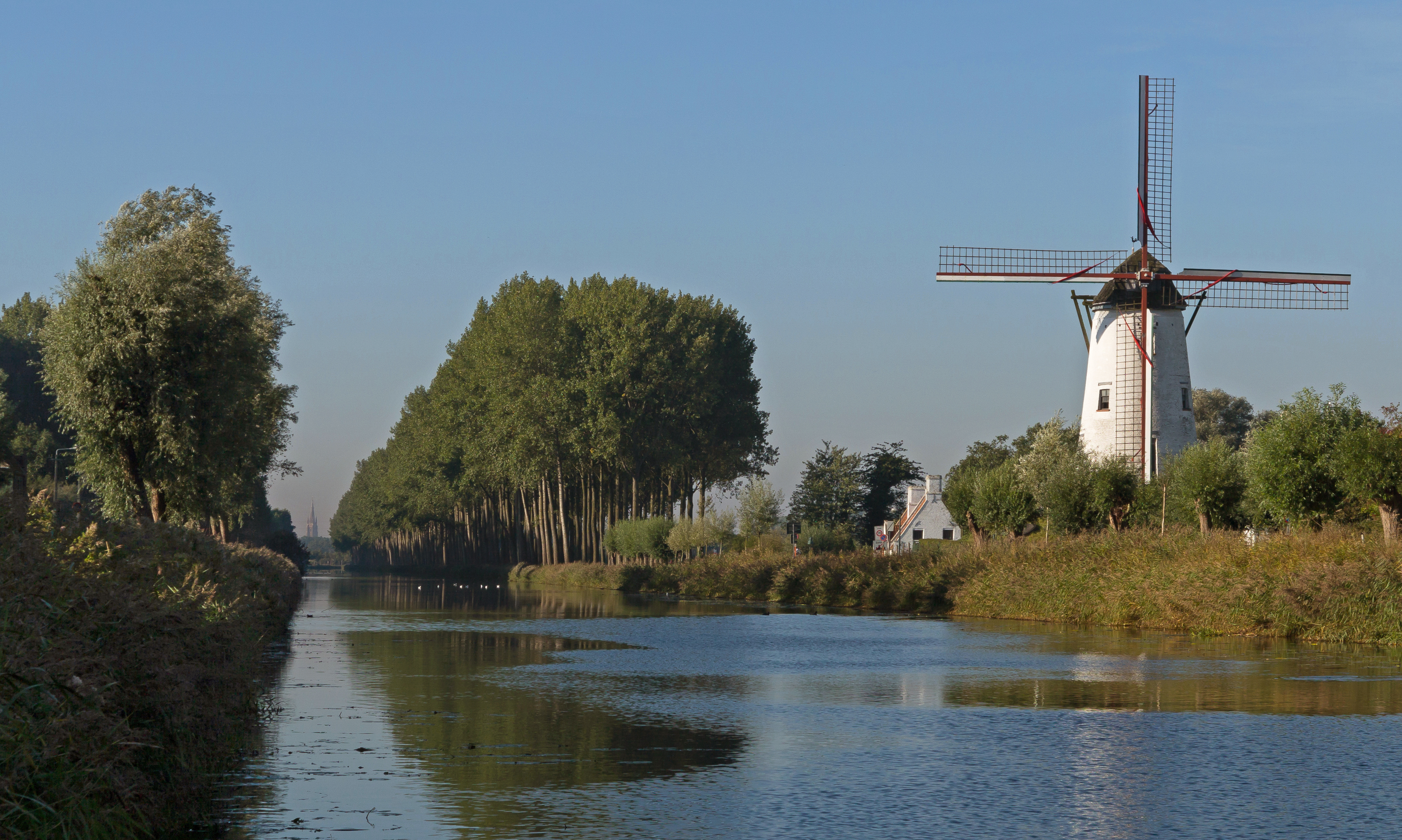
Windmühle: „de Schellemolen“
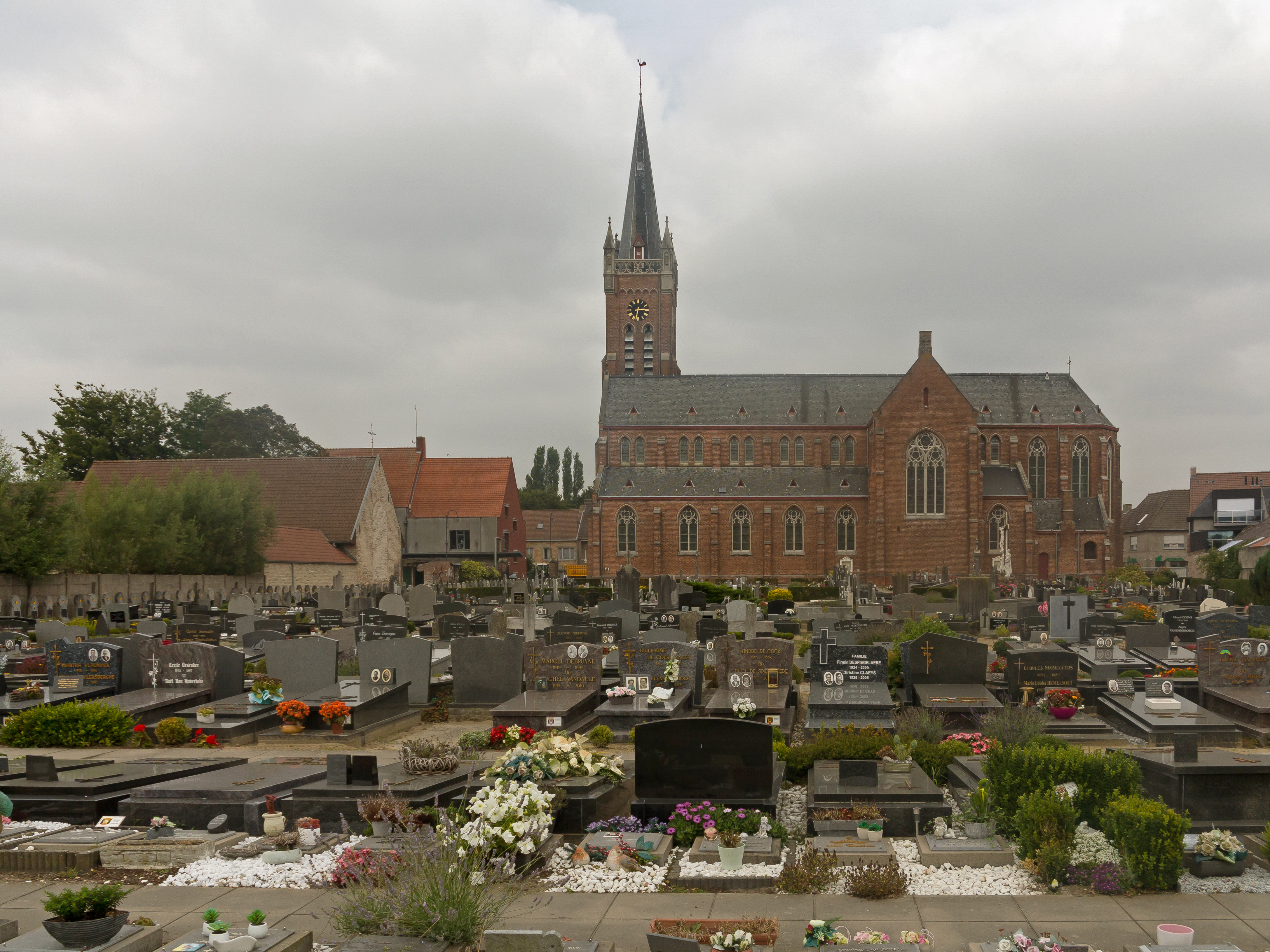
Sijsele, Kirche: de Sint Martinuskerk
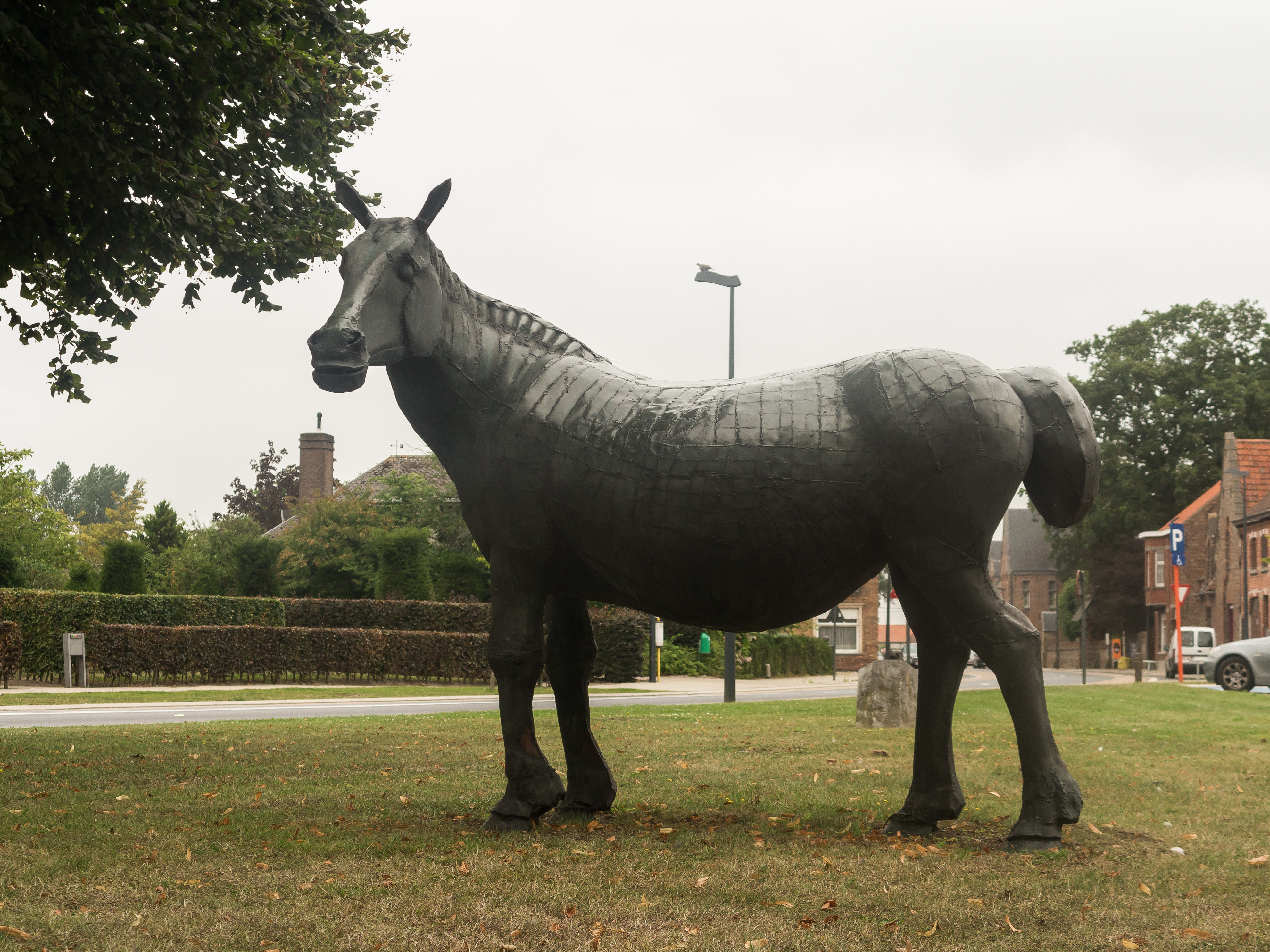
Vivenkapelle: Het Paard (das Pferd)

## Persönlichkeiten
- Leo Bittremieux (1880–1946), belgischer Scheut-Missionar
- Roger Verplaetse (1931–2023), Radrennfahrer, geboren in Sijsele